# Sos burgundzki

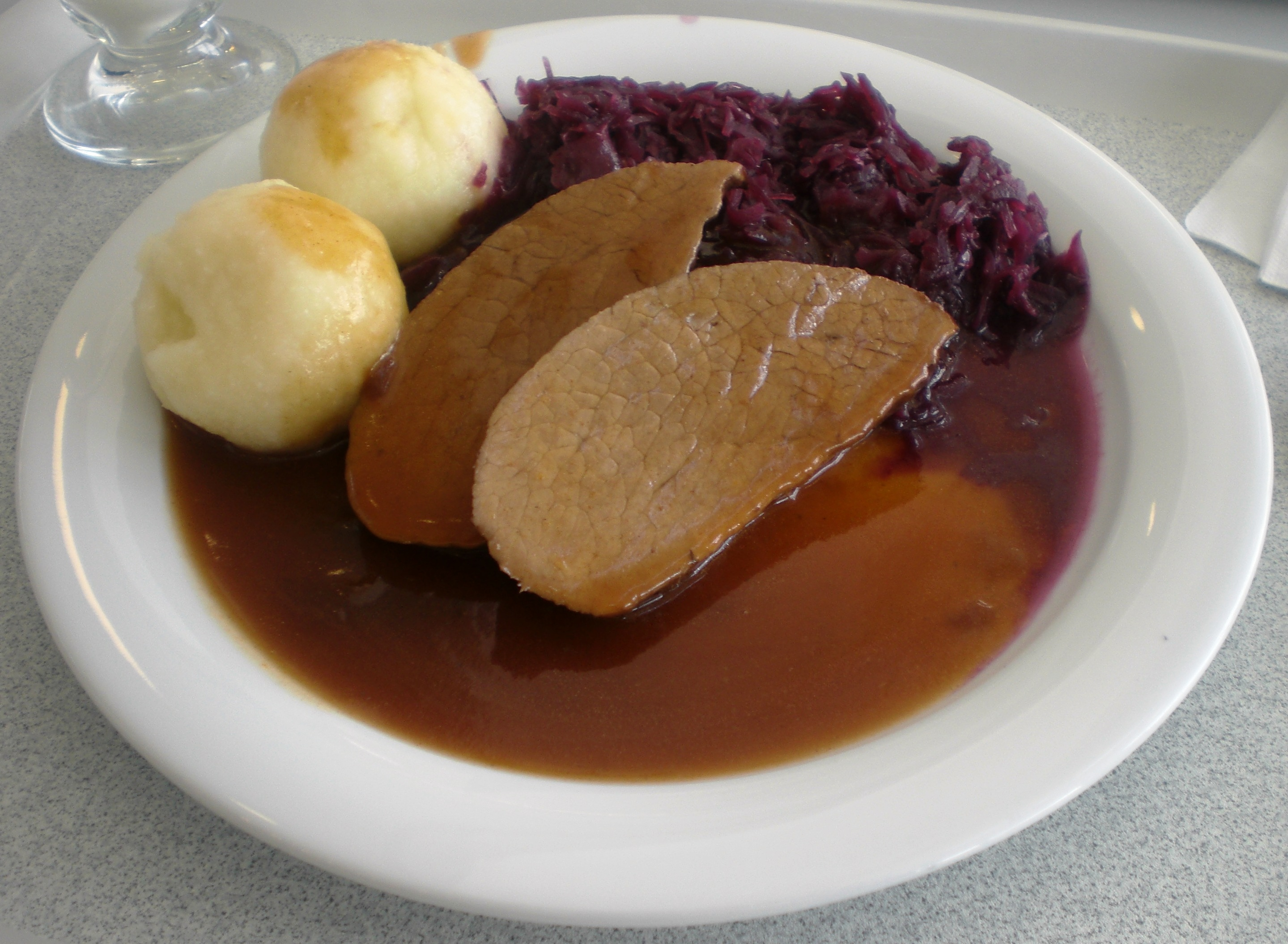
Pieczeń wołowa w sosie burgundzkim

Sos burgundzki (fr. sauce bourguignonne) – rodzaj sosu brunatnego do mięs, typowego dla kuchni francuskiej. 
Jak wskazuje nazwa, pochodzi z Burgundii, zaliczany jest do niższej kategorii sosów regionalnych kombinowanych na bazie głównego składnika. Należy do podawanych na gorąco sosów brunatnych, podobnie jak sos hiszpański czy chateaubriand. Przyrządzany jest z drobno pokrojonych warzyw (głównie cebula lub szalotka) i boczku krótko duszonych na maśle, a następnie pomału gotowanych po dodaniu czerwonego wina, wywaru mięsnego (rosołowego) i bukietu przypraw. Finalnie zagęszczany masłem, lekko przyprawiany pikantnie (np. pieprzem zwykłym lub kajeńskim) i solą. Podobnie jak inne sosy z dodatkiem czerwonego wina (np. sos bordoski), dla wzbogacenia smaku może być również w trakcie gotowania dopełniony grzybami.
Potocznie nazywany też matelote, stosowany jest do mięs pieczonych (czerwonych i białych – drobiu), a także do węgorzy i ryb rzecznych oraz do jaj w koszulkach podawanych w sosie lekko pikantnym. 
Jego odmiana stosowana specjalnie do dań rybnych odróżnia się przyrządzeniem na maśle pokrojonej cebuli i pieczarek, mocno przyprawionych smakiem rybnym (wywar i resztki rybne), z niezbędnym dodatkiem czerwonego wina, i odpowiednio zagęszczonych przez odparowanie i przecedzenie. 